# Jane Darwell
Jane Darwell (Palmyra, 15 d'octubre de 1879 - Woodland Hills, 13 d'agost de 1967) va ser una actriu de cinema i teatre estatunidenca. Amb aparicions a més de 100 pel·lícules, Darwell és potser millor recordada pel seu retrat de Ma Joad a El raïm de la ira, pel qual rebria l'Oscar a la millor actriu secundària, i el seu paper com Bird Lady a Mary Poppins.

## Joventut
Nascuda Patti Woodard, filla de William Robert Woodard, un president de ferrocarril, i Ellen Booth a Palmyra, Missouri, primer volia ser cantant d'òpera. El seu pare no li agradava, tanmateix, i es va comprometre a convertir-la en actriu, canviant el seu nom en Darwell per evitar tacar el cognom.

## Carrera
Va començar la seva carrera en produccions de teatre a Chicago i va fer la seva primera aparició al cinema el 1913. Va aparèixer a gairebé vint pel·lícules durant els dos anys següents abans de retornar a l'escenari. Després d'una absència de 15 anys, va continuar la seva carrera de cinema el 1930 amb un paper a Tom Sawyer, i la seva carrera com a actriu de caràcter de Hollywood va començar.
De seguida va ser llençada en una successió de pel·lícules, normalment com la mare d'un dels personatges personatges principals. Es va prodigar especialment en pel·lícules de Shirley Temple; Va aparèixer a sis pel·lícules amb Temple, normalment com majordona o àvia.
Va guanyar un Oscar a la millor actriu secundària com "Ma Joad" a  El raïm de la ira (1940), un paper que li van donar per la insistència de l'estrella de la pel·lícula, Henry Fonda. Amb la 20th Century Fox, Darwell tenia un paper memorable a The Ox-Bow Incident, i ocasionalment feia de protagonista a pel·lícules de la sèrie "B".
Darwell havia treballat també al teatre; el 1944, era popular en la comèdia Suds in Your Eye, en la qual va interpretar una irlandesa que havia heretat un dipòsit de ferralla.
Al final de la seva carrera havia aparegut a més de 170 pel·lícules, incloent-hi Huckleberry Finn (1931), Back Street (1932), Roman Scandals (1933), Once to Every Woman (1934), Love is News (1937), Little Miss Broadway (1938), Jesse James, The Rains Came, Allò que el vent s'endugué (totes del 1939), The Ox-Bow Incident (1943), My Darling Clementine (1946), Three Godfathers (1948) i Caged (1950). El seu paper final com la vella que alimenta els ocells a Mary Poppins li va ser personalment donat a ella per Walt Disney.

## Mort
Darwell va morir d'un atac de cor a Woodland Hills, Califòrnia a l'edat de 87 anys. Va ser enterrada al Cementiri de Glendale.
Darwell té una estrella al Passeig de la Fama de Hollywood, al 6735 del Bulevard de Hollywood.

## Filmografia
- The Master Mind (1914)
- The Only Son (1914)
- The Man on the Box (1914)
- Rose of the Rancho (1914)
- After Five (1915)
- Tom Sawyer (1930)
- Back Street (1932)
- Hot Saturday (1932)
- Child of Manhattan (1933)
- Design for Living (1933)
- Heat Lightning (1934)
- Once to Every Woman (1934)
- Change of Heart (1934)
- The White Parade (1934)
- Bright Eyes (1934)
- Tomorrow's Youth (1935)
- One More Spring (1935)
- Life Begins at Forty (1935)
- Curly Top (1935)
- Captain January (1936)
- The Poor Little Rich Girl (1936)
- Craig's Wife (1936)
- Ramona (1936)
- Slave Ship (1937)
- The Singing Marine (1937)
- Little Miss Broadway (1938)
- Up the River (1938)
- The Zero Hour (1939)
- The Rains Came (1939)
- El raïm de la ira (The Grapes of Wrath) (1940)
- The Devil and Daniel Webster (1941)
- All Through the Night (1941)
- The Ox-Bow Incident (1943)
- Company de la meva vida (Tender Comrade) (1943)
- The Impatient Years (1944)
- Sunday Dinner for a Soldier (1944)
- I Live in Grosvenor Square (1945)
- Captain Tugboat Annie (1945)
- Three Wise Fools (1946)
- My Darling Clementine (1946)
- The Red Stallion (1947)
- Three Godfathers (1948)
- Caged (1950)
- The Lemon Drop Kid (1951)
- We're Not Married! (1952)
- The Sun Shines Bright (1953)
- The Bigamist (1953)
- A Life at Stake (1954)
- Hit the Deck (1955)
- Girls in Prison (1956)
- L'últim hurra (The Last Hurrah) (1958)
- Hound-Dog Man (1959)
- Mary Poppins (1964)